# Puerto Rico en los Juegos Olímpicos de Pekín 2022
Puerto Rico estuvo representado en los Juegos Olímpicos de Pekín 2022 por dos deportistas, un hombre y una mujer, que compitieron en dos deportes.
Los portadores de la bandera en la ceremonia de apertura fueron el esquiador alpino William Flaherty y la piloto de skeleton Kellie Delka. El equipo olímpico puertorriqueño no obtuvo ninguna medalla en estos Juegos.